# Friendship (Nova York)
Friendship és una concentració de població designada pel cens dels Estats Units a l'estat de Nova York. Segons el cens del 2000 tenia 1.176 habitants.

## Demografia
Segons el cens del 2000, Friendship tenia 1.176 habitants, 464 habitatges, i 308 famílies. La densitat de població era de 165,1 habitants per km².
Dels 464 habitatges en un 28,9% hi vivien nens de menys de 18 anys, en un 50,2% hi vivien parelles casades, en un 12,5% dones solteres, i en un 33,6% no eren unitats familiars. En el 27,8% dels habitatges hi vivien persones soles el 13,1% de les quals corresponia a persones de 65 anys o més que vivien soles. El nombre mitjà de persones vivint en cada habitatge era de 2,53 i el nombre mitjà de persones que vivien en cada família era de 3,09.
Per edats la població es repartia de la següent manera: un 27,5% tenia menys de 18 anys, un 9% entre 18 i 24, un 27,3% entre 25 i 44, un 20,7% de 45 a 60 i un 15,5% 65 anys o més.
L'edat mediana era de 35 anys. Per cada 100 dones de 18 o més anys hi havia 90 homes.
La renda mediana per habitatge era de 25.524 $ i la renda mediana per família de 31.442 $. Els homes tenien una renda mediana de 26.196 $ mentre que les dones 14.554 $. La renda per capita de la població era d'11.182 $. Entorn del 20,8% de les famílies i el 25,7% de la població estaven per davall del llindar de pobresa.